# Чума Юстиніана

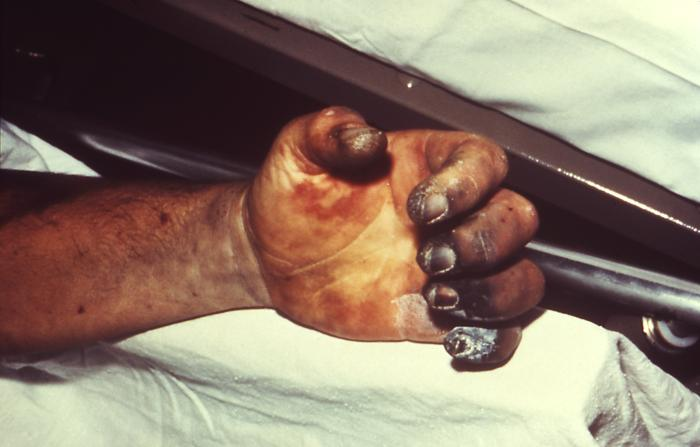
Один з проявів чуми — некроз пальців рук

Чума Юстиніана (англ. plague of Justinian) — перша за переліком пандемія чуми, що розпочалася 541 року у Східній Римській імперії за часів правління імператора Юстиніана I, яка й названа його ім'ям (іноді Юстиніанова чума). Імператор згідно з літописом перехворів на чуму у 543 р. і успішно видужав.
Це одна із найбільших пандемій у світовій історії і перша в історії людства достовірна пандемія взагалі серед інфекційних хвороб. Чума Юстиніана, мабуть, не споріднена зі спалахами чуми в Середньовіччі. Згідно з сучасними поглядами, чуму Юстиніана спричинив перший біовар чумної палички Antiqua, надалі з'явились біовари Medievalis (XIV ст. — пандемія «Чорна смерть») і Orientalis (XIX ст. — пандемія «Портова чума»). До того ж штами Antiqua більш мінливі, ніж ізоляти у двох інших біоварів. Відмінність біоварів одне від одного, значний антигенний зсув самого Antiqua, ймовірно, й обумовили певну різницю у клінічному перебігу захворювань у періоди цих пандемій і у проміжках між ними.

## Передісторія пандемії
До виникнення першої пандемії у 536 р. сталося настільки значне потьмарення сонячного світла, внаслідок виверження вулкана, що Сонце втратило блиск і було схожим на Місяць, залишаючись без звичного сяйва протягом цілого року. «Здебільшого, — писав Прокопій Кесарійський, знаменитий хроніст того часу, — Сонце здавалося таким, яким воно буває під час затемнення; світло його було не чистим і не таким, як завжди. З тієї пори війна, голод та інші лиха не переставали губити людей». Це було пов'язано з виверженням вулканів і наявністю в хмарах великої кількості вивержених частинок.
Чума тоді швидко поширилася, як вважають, у результаті збігу двох основних чинників: посилення військових конфліктів (нескінченні війни обох Римських імперій з варварами) і значної міграції населення. Є свідчення, що окремі спалахи чуми були безпосередньо перед першою пандемією. Так, наприклад, у 530 р., після незвично тривалого сонячного затемнення якийсь мор спалахнув у Вірменії й Персії. У людей утворювалися ущільнення в паху, як це буває при чумі. У 543 р. землетруси періодично потрясали всю Європу, у 544 р. мала місце страшна повінь на узбережжі Балканського півострова, а у 545—547 рр. коливання ґрунту та повені спостерігалися у різних країнах Європи. Літописці того часу згадують також про вогняний метеор, про страшні грози 556 р., про посухи 562—563 рр. Надалі відзначені поява трьох комет у період розпалу пандемії, навали сарани на останньому етапі пандемії, ненормальне розмноження риб і цілий ряд інших незвичних явищ у рослинному й тваринному світі.
Все це свідчить про те, що пандемія виникла й розвивалась на тлі значних змін навколишнього середовища, що, скоріше за все, відбилось на популяційному імунітеті людей у районах поблизу Середземного моря.

## Початок й місце зародження пандемії
Початком першої пандемії чуми вважають 541 р., місце появи — Єгипет, місто Пелузіум, або Ефіопія, а може і ще більш південні райони Африки, звідки чума рознеслася по торгових шляхах по всіх країнах Середземномор'я і суміжним їм. Дослідження останнього часу вважають, що батьківщина цієї пандемії — район Східної Африки на території сучасної Кенії. Правда, є і думка, що чума прийшла з Середньої Азії, звідки потім приходили й інші дві пандемії. Це підтверджують дані молекулярно-генетичних досліджень, що свідчать про утворення чумного мікроорганізму внаслідок мутації від Y. pseudotuberculosis у проміжку часу десь між 20—1,5 тис. років тому в автохтонних популяціях монгольського бабака.

## Опис клінічних проявів чуми у той період
…що під час правління Юстиніана на людей напала сильна і підступна хвороба і одні були демонічним чином оточені маячними образами і тут же негайно захворювали - як імовірно отримав хворобу імператор і Божим благоволінням був врятований - інші плуталися навколо так близько цих образів і потім захворювали. Якщо ж крім цього починалася незрима гарячка, то ділила їх хворобу на тих, хто божеволів, і тих хто міцно засинав. Одні вмирали у сні від голоду, інші — через безсоння. Інші ж вивергали кров і швидко помирали від цього. У всіх же, хто не став божевільним, з'явилися жовна або на статевих членах, або в пахвах, і вони вмирали від болів. У деяких на тілі утворилися виразки з пухирями; тих тут же забирала смерть. Через кількості мертвих, трупи не прибирали і не погребались, як зазвичай, згідно з літургійними приписами, але просто кидалися в ями… (Малая византийская хроника 1.((нім.) Die byzantinischen Kleinchroniken. Teil III. Wien. 1979)
Опис дуже схожий на прояви чуми, «маячні образи», «хто божеволів, і тих хто міцно засинав» — зміни психічної діяльності, що часто відбуваються при тяжкому перебігу чуми у разі розвитку інфекційно-токсичного шоку. Однак ці симптоми можуть зустрічатися й при інших тяжких інфекційних захвороюваннях, наприклад, при епідемічному висипному тифі. Тому й деякі дослідники цієї пандемії вважають, що вона була обумовлена не чумою. Однак при епідемічному висипному тифі не зустрічаються «жовна» і «виразки з пухирями».
За свідченнями Євагрія Схоластика переважною формою чуми у період самої пандемії і після неї була бубонна. Хоча описувалися й випадки смерті хворих від апоплексичного удару, що вважається характерним для тяжкої септичної форми чуми. Мабуть, мало було уражень легень, тому чума не була безпосередньо настільки заразна проміж людьми. Часто хвороба починалася з гарячки, галюцинацій, болю в горлі, почервоніння обличчя. Незабаром, проте, з'являлися бубони (запалені й різко болючі конгломерати лімфатичних вузлів) в ділянці паху або пахви, а іноді і поряд з вухами. Наявність бубонів підтверджує роль бліх у передачі чуми у цій пандемії. Після утворення бубонів, захворювання прогресувало швидко, хворі вмирали зазвичай протягом двох—трьох днів. Часто хворі були неспокійними, намагалися кудись бігти, у результаті чого виникали великі труднощі для тих, хто намагався доглядати за ними. Багато людей гинули, коли бубони у них гангренізувались, нерідко з'являлися на шкірі чорні пухирі. У деяких смерть відбувалась на тлі виразного блювання з кров'ю. Були також випадки, коли бубони виростали до величезних розмірів, а потім буквально «вибухали гноєм». Якщо це відбувалося, хворий зазвичай одужував. Ті особи, які вижили, часто мали атрофію кінцівок й язика. Люди були не єдиними жертвами цієї зарази. Часто тварини, включаючи собак, мишей хворіли й гинули від чуми.

## Розпал пандемії
У 543 р. чума потрапила до півдня Італії, Сирії й Палестини. Трохи пізніше до Персії, де вразила шаха Хосрова I Анушіравана і його перську армію, що призвело до зупинки бойових дій і миру з Візантією. У Візантійській імперії чума досягла свого піку близько 544 р., коли в Константинополі щодня вмирало до 5000 людей, а в окремі дні смертність досягала й 10 000. У підсумку, загинуло 40 % жителів столиці Візантії. Ймовірно, зараза передавалася не тільки від хворих людей, оскільки за свідченням того ж Євагрія Схоластика, почесного префекта Антіохії, люди з кораблів, що припливали з заражених територій, були зовні здоровими, але після причалювання їх суден відбувався спалах у порту. Передача йшла за допомогою корабельних чорних пацюків, їхніх бліх Xenopsylla cheopis.
Близько 543 р. пошесть з'явилась у Марселі і звідти поширилася по європейському континенту, можливо, навіть, була занесена аж у Ірландію. У ірландських хроніках того часу описані спалахи так званої жовтої чуми. Чомусь у хворих розвивалась жовтяниця, що не характерне для чуми. Можливо то була не чума, а поворотний тиф, при якому може бути жовтяниця, а може й інше інфекційне захворювання.
У 549 р. був виданий указ Юстиніана про перешкоджання пересуванню та затримання людей, які прибули з місцевостей, де вирувала чума, по суті, прообраз майбутнього карантину.
У 554 і 557 рр. сильні землетруси в Італії й друга хвиля пандемії (557—561 рр.). Описана істориком Агафієм Мірінейським на прізвисько «Схоластик». Далі знову перерва і третя хвиля пандемії (570—574 рр.), ретельно описана «батьком французької історії» Григорієм Турським.

## Наслідки пандемії
За свідченням Прокопія Кесарійського: «Від чуми не було людині порятунку, де б вона не жила — ані на острові, ані в печері, ані на вершині гори… Багато будинків спорожніло, і траплялося, що багато померлих, через брак родичів або слуг, лежало по кілька днів неспалені. У цей час мало кого можна було застати за роботою. Більшість людей, яких можна було зустріти на вулиці, були ті, хто відносив трупи. Вся торгівля завмерла, всі ремісники кинули своє ремесло…»
А у VIII ст. Павло Диякон написав так про ці події: «Багатолюдні колись села і міста в один день виявилися зануреними у повну безмовність через загальну втечу. Бігли діти, кидаючи непохованих батьків, батьки кидали ще теплими своїх дітей».
У цій пандемії загинула, мабуть, половина населення Європи (25 % європейців південніше Альп), що дало змогу арабам захопити візантійські провінції на Близькому Сході та в Африці. За приблизними оцінками померло від 20 до 50 млн. людей, хоча окремі автори пишуть про 100 млн загиблих. Глибокий стагнаційний ефект «чуми Юстиніана» на суспільство порівнюють з ефектом пандемії Чорної смерті.
Зоологи свідчать, що з VI ст. до наших днів кількість видів гризунів Середньої Азії й територій навколо Каспію скоротилося на 80 %.
Частина дослідників збільшує тривалість «Юстиніанової чуми» аж до 600 року. Вони вважають, що було ще три хвилі (580—582, 588—591 і 599—600 рр.). Але опис хвилі 580—582 рр., зроблений Григорієм Турським, і наступні хроніки змушують серйозно сумніватися — чи була це чума? Швидше за все вторглася натуральна віспа.
Але окремими спалахами чума тривала у Середземномор'ї до 750 року, регулярно появляючись у кожному поколінні.
З VIII аж до XIV ст. великих епідемій чуми в Центральній, Західній і Північній Європі не зазначено, хоча недуга іноді спалахувала в Іспанії, а особливо часто уражала європейців, які потрапляли в Африку й Азію. Є обґрунтована думка, що це зумовлено тим, що з 750 по 1250 рр. у Європі спостерігався сприятливий кліматичний період. За цей час середня річна температура стала на 1 °C вищою, ніж у попередні 500 років, спостерігалися в основному м'які зими і сухі літні місяці.

## Виноски
1. ↑  https://www.nytimes.com/2010/11/01/health/01plague.html
2. ↑  https://books.google.se/books?id=GyE8Qt-kS1kC&pg=PA23
3. ↑  Правління Юстиніана I (527—565) можна вважати останнім етапом римської історії. Після його правління залишалося мало рис, спільних з Римом. (Н. А. Машкін. «Історія Стародавнього Риму».)
4. ↑  McGrath, Matt (12 жовтня 2011). Black Death Genetic Code 'Built'. BBC World Service. Архів оригіналу за 12 жовтня 2011. Процитовано 12 жовтня 2011.
5. ↑  Вчені назвали найгірший рік у житті людства. Архів оригіналу за 19 листопада 2018. Процитовано 18 листопада 2018.
6. ↑  Gibbons, Ann (15 листопада 2018). Why 536 was 'the worst year to be alive. Science. Архів оригіналу за 10 січня 2021. Процитовано 18 листопада 2018.
7. ↑  Nicholas Wade. Europe’s Plagues Came From China, Study Finds. Архів оригіналу за 4 липня 2018. Процитовано 31 січня 2013.
8. ↑  Yersinia pestis, the cause of plague, is a recently emerged clone of Yersinia pseudotuberculosis (PDF). Архів оригіналу (PDF) за 24 січня 2015. Процитовано 22 серпня 2013.
9. ↑  Під час чуми у Сирії померла його перша дружина, діти і багато його робітників
10. ↑  Plague. Last Updated: October 2009 (PDF). Архів оригіналу (PDF) за 31 січня 2017. Процитовано 21 серпня 2013.